# 피아노 5중주 G단조 (쇼스타코비치)
《피아노 5중주 사단조 작품번호 57》는 드미트리 쇼스타코비치의 가장 유명한 실내악 중 하나이다. 대부분의 피아노 5중주가 그렇듯이 피아노와 현악 사중주(2개의 바이올린, 비올라 및 첼로)로 구성된 곡이다.
쇼스타코비치는 1940년 여름에 이 작품의 작곡을 시작하여 1940년 9월 14일에 완성했다. 그의 현악 4중주 곡 대부분이 그렇듯이 베토벤 중주단(Beethoven Quartet)을 위해 작곡되었고 1940년 11월 23일 베토벤 중주단이 모스크바 음악원에서 초연했다. 작곡가인 쇼스타코비치 자신이 피아노 연주를 해서 큰 성공을 거두었다. 이 곡은 1941년 스탈린상(소련 국가상)을 수상했다. 

## 구조
이 곡의 전형적인 연주는 30분이 약간 넘으며, 다음과 같은 다섯 개의 악장으로 구성되어 있다.
1. 1악장 (전주곡): 느리게 (Lento)
2. 2악장 (푸가): 천천히 (Adagio)
3. 3악장 (스케르초): 조금 빠르게 (Allegretto)
4. 4악장 (간주곡): 느리게 (Lento)
5. 5악장 (피날레): 조금 빠르게 (Allegretto)